# Superposition
Superposition is een Deense thriller-dramafilm uit 2023, onder regie van Karoline Lyngbye met in de hoofdrollen Marie Bach Hansen, Mikkel Boe Følsgaard en Mihlo Olsen.

## Verhaal
Stine en Teit zeggen het drukke stadsleven van Kopenhagen vaarwel. Samen met hun zoontje Nemo verhuist het koppel voor een jaar naar een afgelegen bos in Zweden, waar ze hopen om hun liefde voor de natuur en elkaar te herontdekken, terwijl ze hun nieuwe duurzame levensstijl vastleggen in een podcastserie.
Op een dag raakt Nemo verdwaald in het bos en verandert hun nieuwe paradijs plotseling in een gevangenis: onderdrukte woede en persoonlijke behoeften komen bovendrijven, waardoor ze gedwongen worden hun eigen ego's onder ogen te zien.

## Rolverdeling
| Acteur               | Personage |
| -------------------- | --------- |
| Marie Bach Hansen    | Stine     |
| Mikkel Boe Følsgaard | Teit      |
| Mihlo Olsen          | Nemo      |